# Даргелин
Даргелин (нем. Dargelin) — община в Германии, в земле Мекленбург-Передняя Померания.
Входит в состав района Восточная Передняя Померания. Подчиняется управлению Ландхаген.  Население составляет 384 человека (на 31 декабря 2010 года). Занимает площадь 15,64 км².
Коммуна подразделяется на 5 сельских округов.